# Mangosuthu Buthelezi
Mangosuthu "Gatsha" Buthelezi (Cuazulo-Natal, 27 de agosto de 1928 – 9 de setembro de 2023) foi um político sul-africano, chefe tribal dos zulus e presidente do Partido da Liberdade Inkatha (IFP), que ele formou em 1975.

## Biografia
Buthelezi começou a sua formação no Colégio Superior Adams, uma instituição de ensino metodista no Natal e cursou história na Universidade de Fort Hare (a única universidade para negros daquele tempo), mas foi expulso por se envolver numa manifestação estudantil contra o apartheid. Mais tarde, na Universidade do Natal, Buthelezi licenciou-se em história e "administração de assuntos bantus". 
A sua carreira política foi iniciada na Liga da Juventude do Congresso Nacional Africano, ala jovem do partido Congresso Nacional Africano (CNA), mas ficou desapontado com a metodologia de ação do movimento e afastou-se. No início dos anos 1950, com a morte do seu pai, Mangosuthu tornou-se o líder do clã Buthelezi, que tinha mais de 20 000 membros. Nesta função, tornou-se também um conselheiro do rei zulu Cyprian. No final dos anos 1960, Buthelezi foi nomeado chefe da Autoridade Territorial da Zululândia, a instância governamental de "administração dos zulus" e, em 1976, tornou-se no primeiro "ministro-chefe" do recém-"autonomizado" bantustão do Cuazulo.
Nessa altura, Buthelezi decidiu fazer reviver a organização Inkatha, que tinha sido fundada pelo seu avô, o rei Dinizulu, como uma associação cultural. Buthelezi, porém, tornou-a uma entidade de base política para organizar os zulos para um futuro governo não-racial. No entanto, na década de 1980, a organização Inkatha transformou-se num grupo paramilitar, com Buthelezi preparando-se para passar de chefe tribal a governante nacional. O resultado foi que, durante quase quinze anos e praticamente até às vésperas das primeiras eleições verdadeiramente democráticas da África do Sul, muito esforço político se perdeu em verdadeiras batalhas campais entre os apoiantes do Inkatha e do CNA.
Buthelezi foi ministro do interior de 1994 a 2004. Morreu em 9 de setembro de 2023, aos 95 anos.